# Nikola Idžan
Nikola Idžan (Prijedor, 28. novembar 1952) srpski je estradni voditelj i menadžer.

## Biografija
Završio je Upravno-pravnu školu u Banjoj Luci. Godine 1967. kao petnaestogodišnji omladinac vodio je uređivao emisiju „Omladinski studio“ na Radio Prijedoru. Te godine postao je član Amaterskog pozorišta u Prijedoru u kojem je igrao do 1980. godine. Zapažene uloge ostavio je u predstavama: „Tvđava“ i „Hamlet u selu Mrduša Donja“. Početkom 1972. počinje da radi na estradi. 
Prvi saradnici su mu bili Meho Puzić i Vida Pavlović. Kasnije sarađuje sa Silvanom Armenulić. Sa Šabanom Šaulićem počinje saradnju 1977. godine. Od 1977. do 1987. godine. radi Jugoslovenski putujući muzički festival „Hit leta“, po celoj Jugoslaviji. Početkom sedamesetih godina, kada je srpski hit-film „Muzikanti“ bio popularan u Jugoslaviji sarađivao je sa akterima ove filmske komedije, sa Jovanom Janićijevićem-Burdušem, Milanom Srdočem i Draganom Zarićem. Imao je odličnu saradnju sa sarajevskim glumcima, Aleksandrom Mičićem-Fistikom, Rejhanom Demirdžićem, Špirom Guberinom iz Zagreba, Mimom Karadžićem iz Beograda.. Posebno je velike uspehe imao radeći sa vrhunskim muzičkim umetnicima iz šou-biznisa, kao što su: Šaban Šaulić, Miroslav Ilić, Sinan Sakić, Mitar Mirić, Silvana Armenulić, Zoran Kalezić, Meho Puzić, Neda Ukraden, Nedeljko Bilkić, Kemal Monteno, Zdravko Čolić, Zorica Brunclik, Ana Bekuta, Viki Miljković, Oliver Dragojević. 

### Uspesi i koncerti
U pedesetogodišnjoj menadžerskoj i voditeljskoj karijeri imao je najveći uspeh organizujući jugoslovenski putujući muzički festival „Hit leta“ od 1977. do 1987. godine. Posebno mu je bila uspešna 1979. godina kada je muzički karavan, koji je imao takmičarski karakter, putujući Jugoslavijom u leto, obišao 35 mesta i imao 70 koncerata. A brojka prisutne publike kada se saberе sa svih koncerata bila je impozantna, skoro milion posetilaca! Najveće interesovanje za koncerte je vladalo u Bosni i Hercegovini kada su pevači gostovali u 23 mesta i imali 25 koncerata. Zbog velikog interesovanja u Bosanskom Brodu održana su dva koncerta, matine, od 17.00 časova i večernji od 20.30. I u Sarajevu su bila dva koncerta, prvi u Hrasnici, a drugi na Fudbalskom stadionu „Željezničara“. Istog dana održani su koncerti u Višegradu i Priboju, u Šamcu i Modriči, Bosanskoj Dubici i Prijedoru, Visokom i Kaknju, Goraždu i Foči. Pored nastupa u brojnim gradovima širom Jugoslavije „Hit leta ‘79“ je imao veliku posetu u Ljubljani (Sportska dvorana „Tivoli“), Zagrebu (Dom sportova), Podgorici (Fudbalski stadion „Budućnost“), Skoplju (Stadion „Vardara“), Nišu (Stadion „Radničkog“). 
U Beogradu na Stadionu JNA bilo je finale pred 40.000 posetilaca kada je u konkurenciji pevača narodne muzike pobedio Šaban Šaulić velikim hitom „Dva galeba bela“ a u konkurenciji izvođača zabavane muzike Kemal Monteno pesmom: „Gitaro moja“ Učesnici zabavne muzike na „Hit leta ‘79“ bili su: Neda Ukraden, Kemal Monteno, Biljana Petrović, Miša Marković, Alma Ekmečić, Rade Vučković, pevači narodne muzike: Šaban Šaulić, Zorica Brunclik, Toma Zdravković, Nedeljko Bilkić, Zoran Kalezić, Meho Puzić, Dina Bajraktarević. Muzička pratnja je bio jedan od najboljih jugoslovenskih orkestara, Ace Stepića. Gosti na koncertima bili su: Žika Nikolić, Asim Brkan. Nikola Idžan je bio voditelj i producent. Organizovao je 1986. godine jugoslovensku turneju sa tada najpopularnijom folk-grupom „Južni vetar“ u kojoj su nastupali: Dragana Mirković, Sinan Sakić, Mile Kitić, Šemsa Šuljaković, Kemal Malovčić. Početkom rata u SFRJ Nikola Idžan dolazi iz Prijedora u Beograd gde je organizovao izbore lepote: „Mis manekenke Jugoslavije“ 1993. godine i „Mis Jugoslavije“ u Beogradu 1993, 1994, 1995. godine. Od 1995. godine nastavlja saradnju sa estradnim umetncima, od 1995. do 2000. godine radi velike koncerte i turneje Šabanu Šauliću,  Mitru Miriću, Sinanu Sakiću, Violeti Viki Miljković, Seki Aleksić, Džeju Ramadanovskom itd.
 2004. godine kao menadžer Sinana Sakica doživeo je težak saobračajni udes.
Od 2010. godine do današnjih dana sarađuje sa jednom od najvećih srpskih zvezda, Miroslavom Ilićem sa kojima je za 12 godina imao ugovoren skoro svaki vikend. A bilo je nastupa tokom radne nedelje. Do sada je Miroslavu organizovao preko 500 koncerata i nastupa, koje je održao u sportskim dvoranama, na stadionima, trgovima i u klubovima. Organizator je promocija dokumentarnog filma o legendarnom Tomi Zdravkoviću.

### Humanitarne akcije
Nikola Idžan je često organizovao humanitarne koncerte. Tokom rata u BiH, 1992. godine je organizovao humanitarni koncert za decu Podkozarja (Republika Srpska) u zemunskoj hali „Pinki“ na kojem je učestvovalo oko 30 pevača, među kojima su bili: Gordana Lazarević, Biljana Jevtić, Aleksandar Ilić, Rade Jorović, Jelena Broćić, Beki Bekić, Nela Bijanić, Zoran Vasilić. Tokom velikih poplava u BiH u Banjoj Luci je 2014. godine uz medijsku podršku Radio-televizije Republike Srpske organizovao humanitarni koncert za pomoć poplavljenih mesta kraj Save. Jedan od humanitarnih koncerata organizovao je u Prijedoru. Na koncertu, koji je održao Miroslav Ilić prikupljeno je 30.000 eura za lečenje jednog obolelog mladića iz ovog grada.

### Priznanja i nagrade
Ovaj istaknuti estradni menadžer i voditelj ima brojna priznanja. Udruženje muzičara Republike Srpske dodelo mu je priznanje – Estradni umetnik; Nagradu – Menadžer godine dodelio mu je „Avaz-Ekspres“ Sarajevo 2016. godine; Dobitnik je i nagrade – estradni menadžer godine, koje su mu dodelile Udružene radio i televizijske stanice Srbije. Nikola Idžan je 2022. godine obeležio 50 godina rada na estradi i u šou-biznisu. Za samopregoran humanitarni i menadžerski rad dobio je 2022. godine nagradu, u vidu statuete, od Centra za ljudska prava i nacionalnih manjina Srbije. Dobitnik je nagrade za životni delo kao najuspešniji menadžer na polju estrade koje mu je dodelila "Media podijum" iz Beograda 2024. godine.

## Galerija
- NIKOLA IDŽAN I MIROSLAV ILIĆ, Photo by Zoran Jakšić
- NIKOLA IDŽAN I VIKI MILJKOVIĆ, Photo by Zoran Jakšić
- NIKOLA IDŽAN I VESNA ZMIJANAC, Photo by Zoran Jakšić
- NIKOLA IDŽAN I NEDA UKRADEN, Photo by Zoran Jakšić
- NIKOLA IDŽAN I MITAR MIRIĆ, Photo by Zoran Jakšić
- NIKOLA IDŽAN I NEDELJKO BAJIĆ BAJA, Photo by Zoran Jakšić
- NIKOLA IDŽAN I ŠEMSA SULJAKOVIĆ, Photo by Zoran Jakšić
- NIKOLA IDŽAN I HALID BEŠLIĆ, Photo by Zoran Jakšić
- NIKOLA IDŽAN 2020., Photo by Zoran Jakšić
- NIKOLA IDŽAN I ZDRAVKO ČOLIĆ, Photo by Zoran Jakšić
- NIKOLA IDŽAN I ZORAN KALEZIĆ, Photo by Zoran Jakšić
- NIKOLA IDŽAN I SINAN SAKIĆ, Photo by Zoran Jakšić
- NIKOLA IDŽAN, ŠABAN ŠAULIC I SINAN SAKIĆ, Photo by Zoran Jakšić
- NIKOLA IDŽAN I MIKI JEVREMOVIĆ, Photo by Zoran Jakšić
- NIKOLA IDŽAN PLAKETA, Photo by Zoran Jakšić